# Здрава, здрава, годинчица
„Здрава, здрава, годинчица“ е български игрален филм от 1990 година на режисьора Георги Стоев, по сценарий на Евгени Тодоров.

## Актьорски състав
Не е налична информация за актьорския състав.